# Nærevannet
Nærevannet est un lac dans la municipalité de Nordre Follo dans le comté d'Akershus en Norvège.

## Description
Le lac Nærevannet se trouve dans le Sørmarka, zone forestière de l'Oslomarka, à l'est de Ski.
Le lac était la principale source d'eau pour la population de Ski de 1935 à 1985, et était une source de réserve jusqu'en 1988, avec les restrictions qu'elle impliquait pour le trafic par et sur l'eau. Il n'y a plus d'interdiction de circulation dans la région, mais la planche à voile est interdite du 1er avril au 1er août. L'eau est un lac de pêche populaire; Ici vous pouvez trouver des brochets, des perches , des gardons , des brèmes.
L'eau s'écoule vers Gjersjøen et Bunnefjorden.

## Aire protégée
La végétation est représentative des lacs riches en nutriments de l'est de la Norvège et la zone a été protégée en tant que réserve naturelle en 1992.

## Galerie

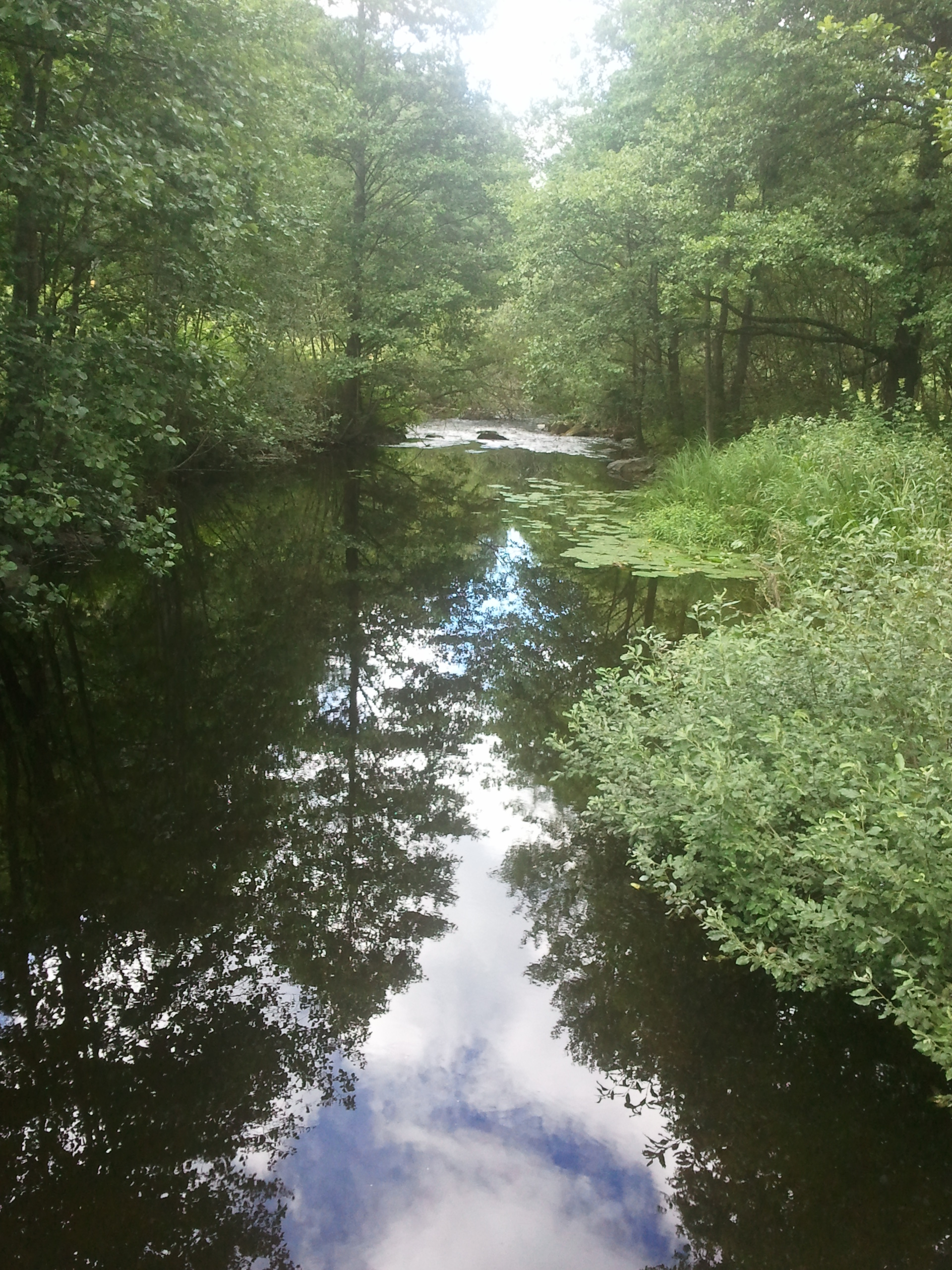
Gjersjøelva
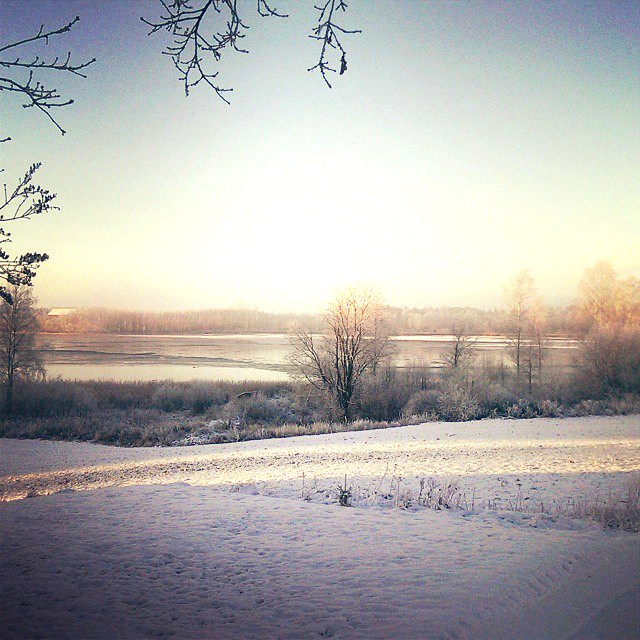
Le lac eb hiver